# Кео зыа
Кео зыа (вьет. kẹo dừa) — вьетнамское кондитерское изделие из кокосового молока и сливок. Производится в долине реки Меконг, в провинции Бенче, которую вьетнамцы также называют Землей Кокосов.

## Процесс приготовления
Производство кокосовых конфет начинается с натирания свежей мякоти кокоса. Затем тертую мякоть прессуют для получения кокосового молока и кокосовых сливок. Следующий шаг — добавление в смесь кокосового молока и сливок солодового сиропа и сахара. Соотношение ингредиентов является тщательно охраняемой тайной производителей кокосовых конфет. Процесс смешивания поручают только членам семьи владельца фабрики. Небольшие изменения в соотношении ингредиентов могут привести к совершенно разной текстуре и вкусу конечного продукта.
Затем смесь нагревают до очень высокой температуры в больших сковородах-воках на огне. При нагревании смесь постоянно перемешивают, чтобы обеспечить равномерное распределение тепла. Традиционно процесс перемешивания выполнялся вручную с помощью больших деревянных лопаток. На более крупных современных производственных предприятиях они были заменены электродвигателями. Со временем смесь карамелизуется до более густой текстуры. Пока она еще горячая и мягкая, загустевшую смесь раскладывают по формам и дают остыть. На последнем этапе конфетные нитки разрезаются на прямоугольные леденцы, затем заворачиваются и упаковываются.
Традиционно кокосовые конфеты заворачивают в два слоя обертки. Внутренний слой — съедобная рисовая бумага, внешний — бумага, пропитанная растительным маслом. Эти меры необходимы для того, чтобы конфеты не прилипали к бумажной упаковке. Крупные производители теперь используют фольгированную бумагу, которая не прилипает к конфетам.

## Галерея

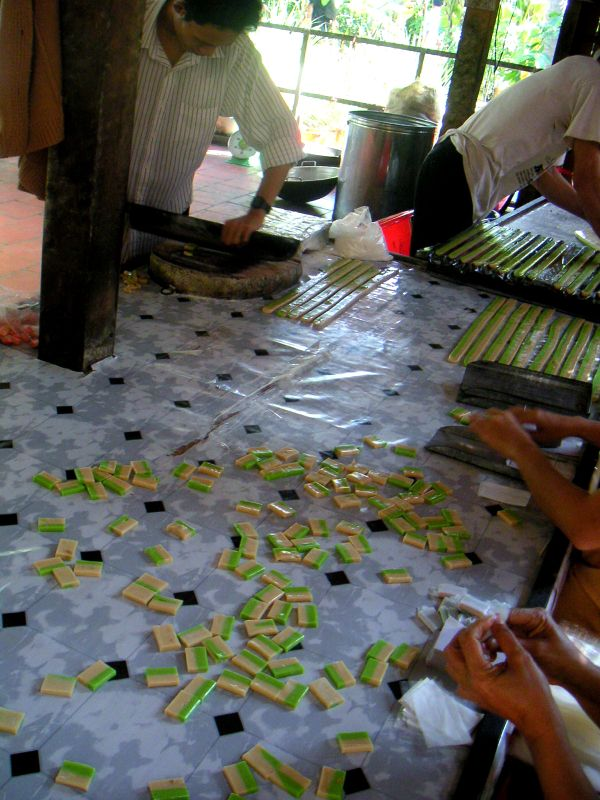
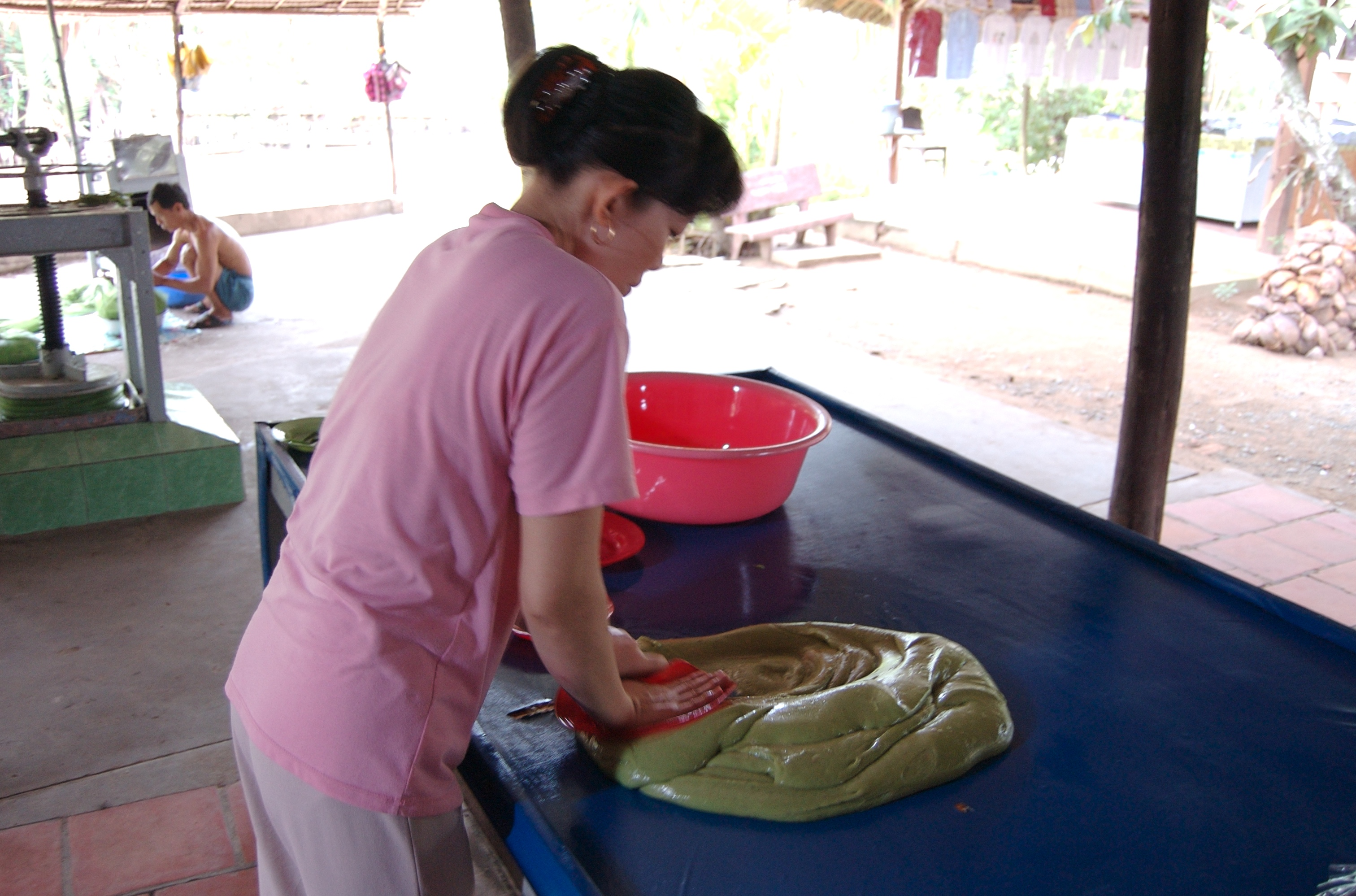
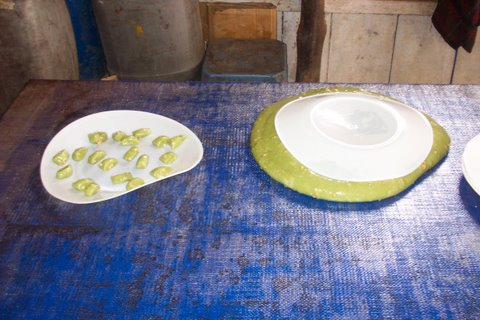
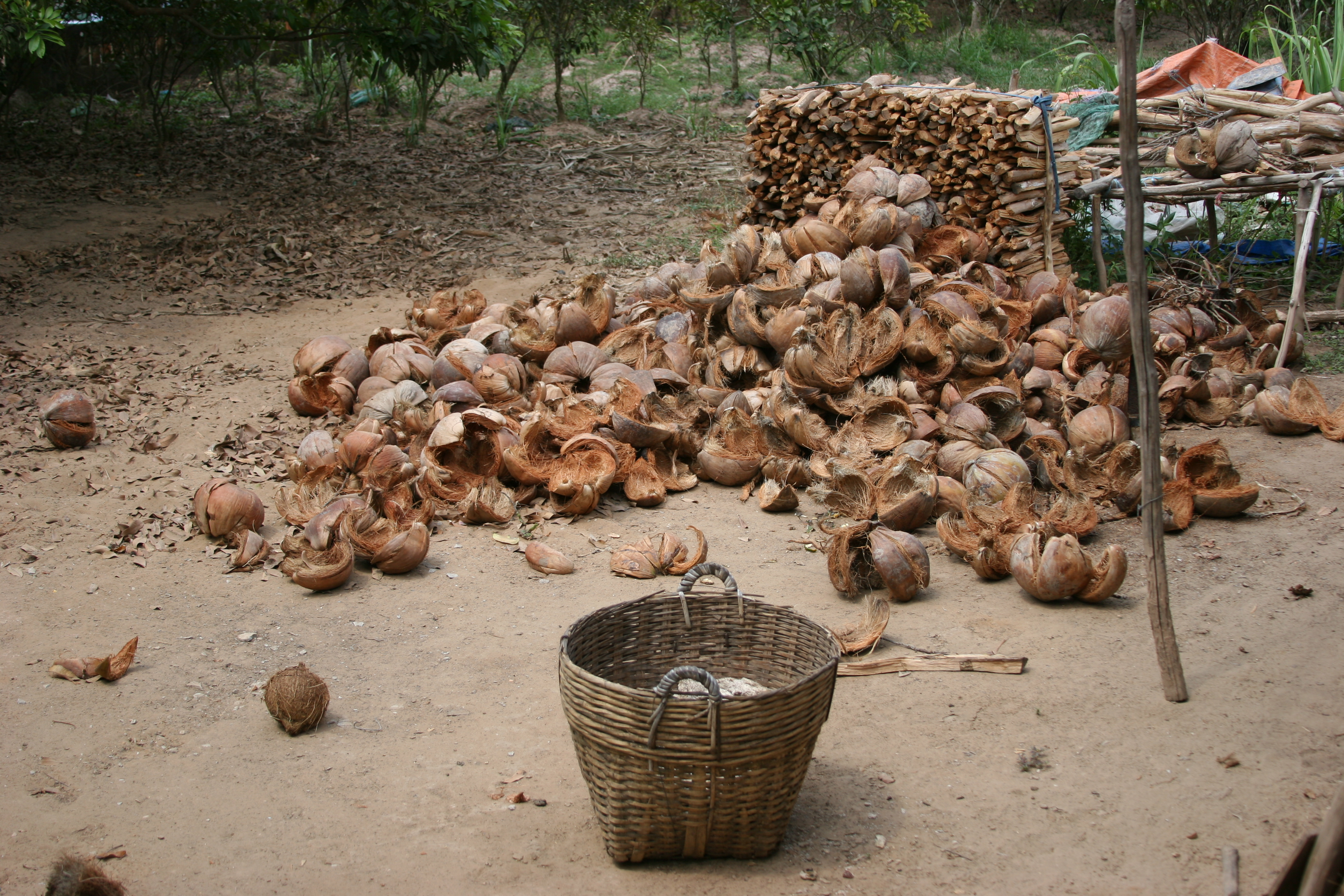
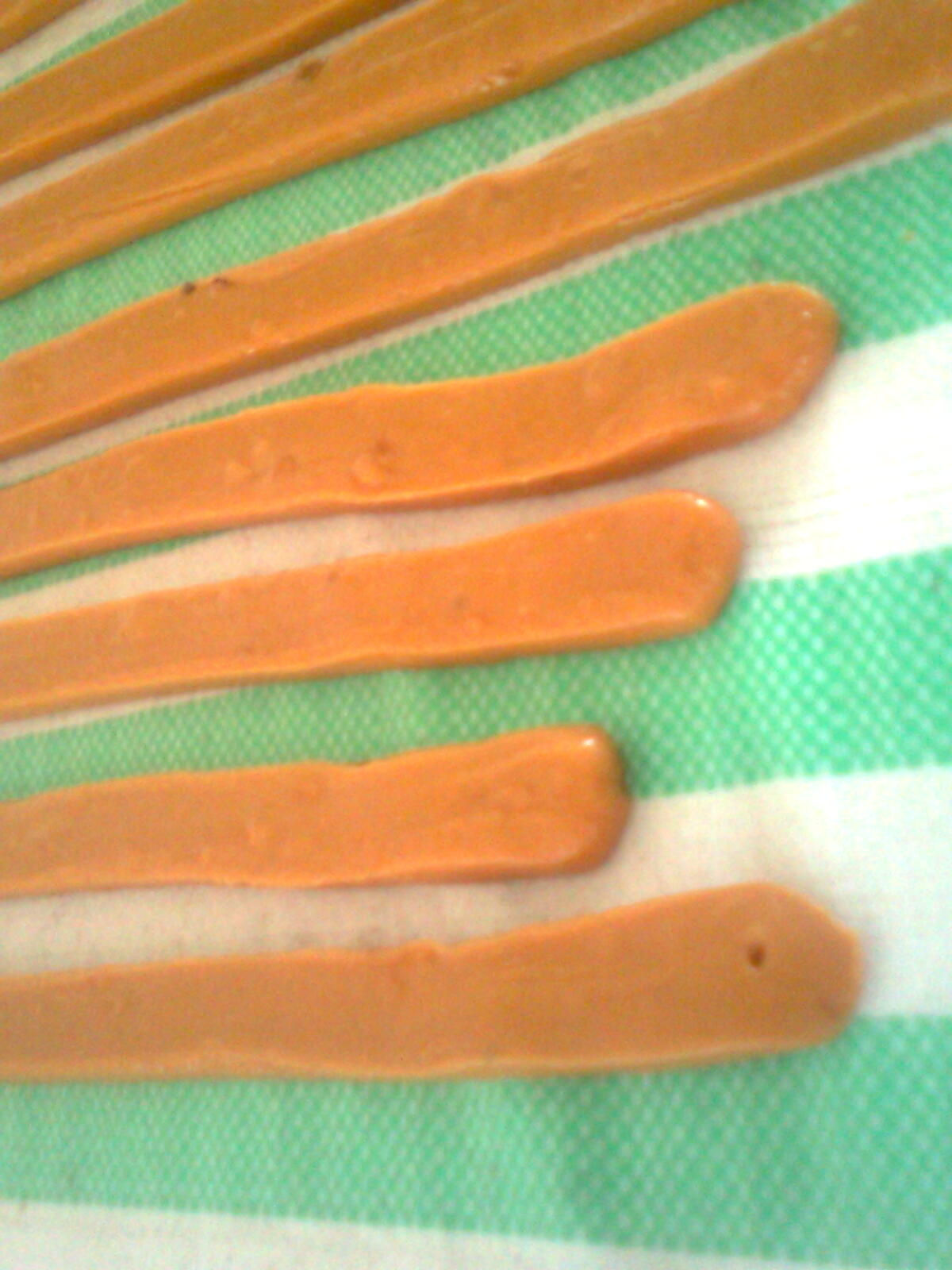
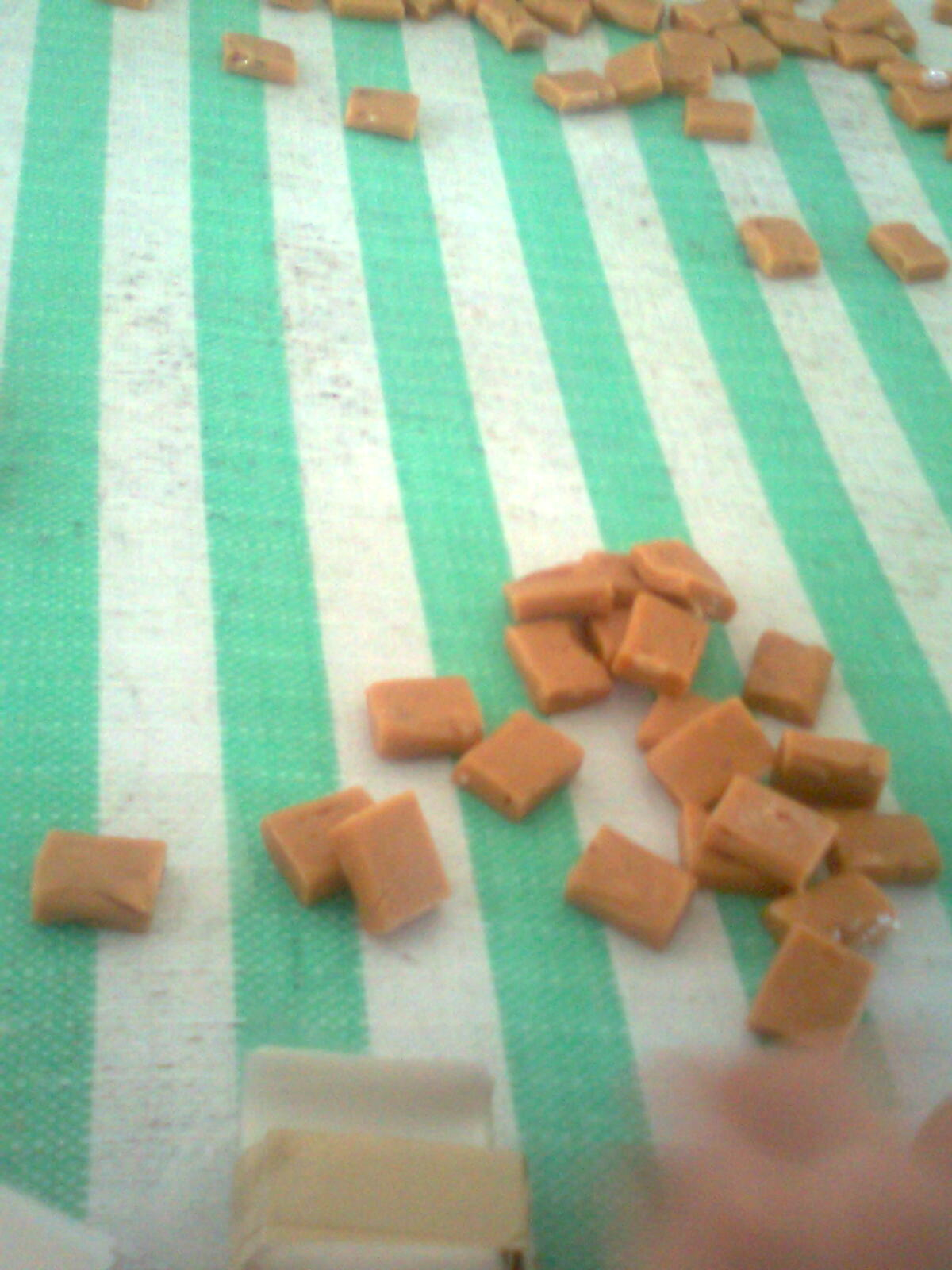
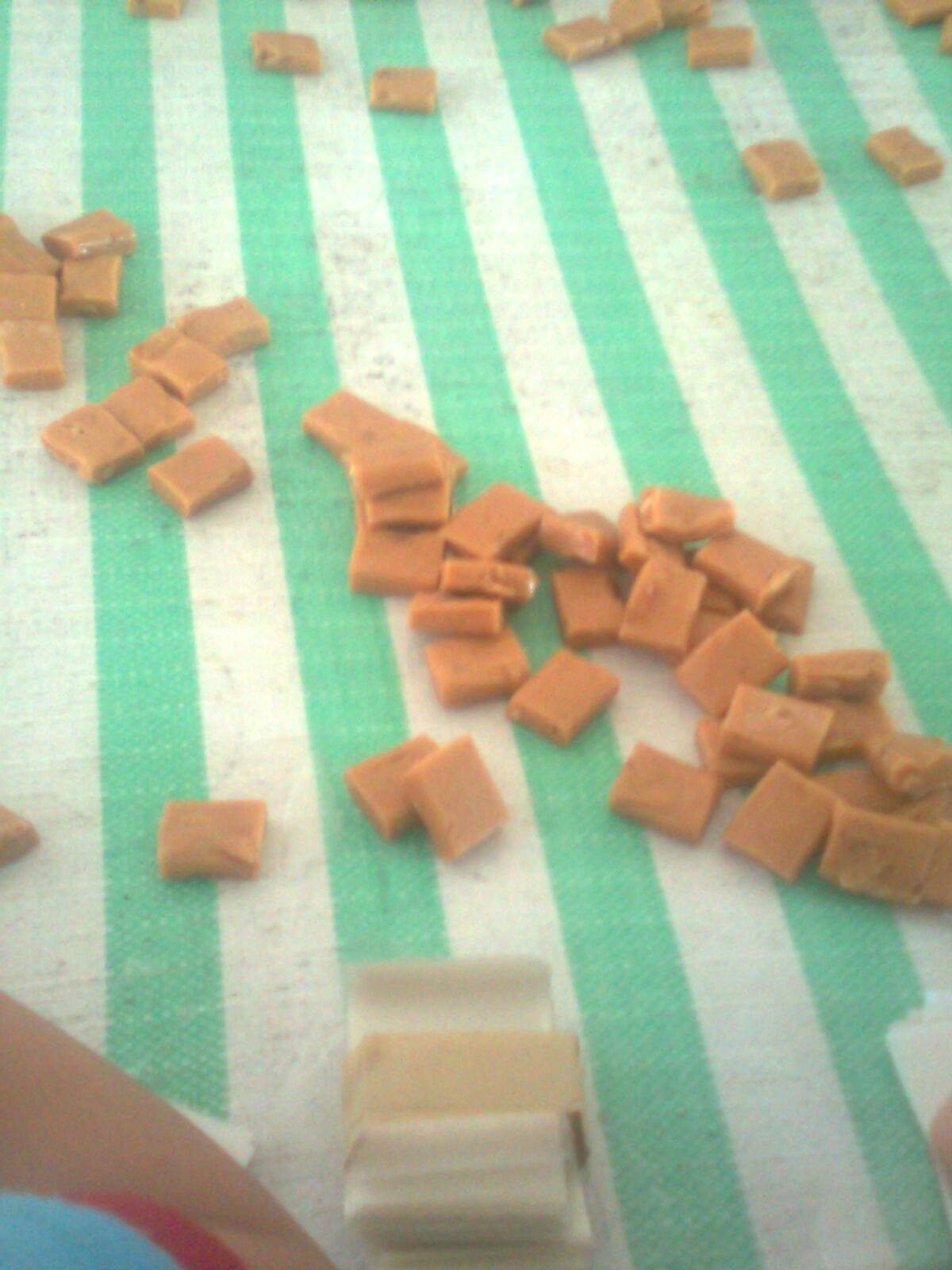